# Manejo inteligente
El Manejo Inteligente es un método de enseñanza que entiende a la conducción de vehículos como una actividad psicomotriz compleja que requiere el uso de funciones cerebrales superiores y donde las capacidades cognitivas se ven condicionadas por las emociones.

## Los orígenes
El Manejo Inteligente fue desarrollado en la Argentina por Alberto Jesús Giudici hacia fines de la década del 1990 a partir de la experiencia adquirida en la enseñanza del manejo a más de 10 000 personas.
La concepción surgió como una alternativa distinta y superadora: se aborda el proceso aprendizaje-enseñanza considerando al manejo como actividad psicomotriz, lo que permite definir nuevas formas de capacitación y entrenamiento.

## Conceptos fundamentales
El manejo es una actividad de situación donde se producen cambios permanentes en el entorno, a veces en tiempos muy breves. Debido a esto, el concepto más importante para el manejo seguro y eficiente es la capacidad de anticipación, la que nos permite elaborar tácticamente acciones y con suficiente tiempo, es decir una respuesta adaptada para cada situación que se nos presente.
Todo lo que ocurre en el medio que nos rodea cuando conducimos es representado como estímulos sensoriales que, por medio de los mecanismos perceptuales se integran en nuestra conciencia para transformarse en experiencia útil. Por lo tanto, la experiencia sensible es el origen del conocimiento y la comprensión de vivencias asimiladas contribuyen a adecuar la respuesta (elaboración táctica) a cada situación. Todas estas cuestiones son inherentes al intelecto, donde las actitudes se ven influidas por las emociones. De este modo, la enseñanza del manejo y su perfeccionamiento son posibles independientemente del sexo o edad de la persona, ya que se fundamenta en las habilidades superiores del individuo para el aprendizaje de una tarea.
El Manejo Inteligente considera al ambiente, al individuo y al vehículo como partes de un sistema, donde se interrelacionan sus componentes. El conocimiento de estos subsistemas y su interrelación condicionan fuertemente el nivel de desempeño. Efectivamente, las condiciones climáticas, las características del camino, los estados de ánimo y el nivel de mantenimiento del vehículo son claves a la hora de conducir seguro. El manejo considerado como actividad inteligente comprende la interacción entre esos tres importantes factores.
Según la teoría del Manejo Inteligente, el accidente es la fuente más rica de enseñanzas y capacitar para su prevención representa uno de los desafíos más complejos que se deben asumir.
El Manejo Inteligente se basa en el concepto de "aprender del accidente” y utiliza la definición de William Haddon que postula una división del suceso en tres etapas interrelacionadas:
1 Pre-accidente: se inicia desde el momento de ser conductores e incluye todo aquello que se puede llegar a hacer para evitar el accidente. Su límite es la pérdida del control representada por la acción refleja. Cuando se actúa por reflejo es porque lo hicimos tarde y mal, porque aunque tal vez no hayamos roto nada o no nos lastimamos, habremos perdido el control del vehículo. El Manejo Inteligente orienta la capacitación para alejarnos de esa línea de acción. Por ejemplo, es conveniente centrar los esfuerzos de capacitación para evitar salirnos de la ruta, antes que enseñar el dominio de maniobras en la emergencia.
2 Accidente: la segunda etapa es el accidente propiamente dicho, donde intervienen los mecanismos de seguridad activa y pasiva.
3 Post-accidente: es la planificación para administrar la crisis.
Aprender del accidente se ubica en la primera etapa, el Pre-accidente. El conductor inteligente entiende al accidente como suceso evitable y el manejo seguro como un proceso de cognición.

## Aplicación comercial
Basándose en los conceptos del Manejo Inteligente se creó en 2005 el método de evaluación y capacitación conocido como 'Intelligent Driving Evaluation', útil para establecer un límite de riesgo asumido y que además direcciona la acción de capacitación. Este método ha sido aplicado en varios países latinoamericanos para capacitar a más de 6.000 conductores y empleados de empresas que consideran a la seguridad como un valor principal del trabajo y la responsabilidad social.